# Горан (село)
Вижте пояснителната страница за други значения на Горан.
Гора̀н е село в Северна България. Намира се в Община Ловеч, област Ловеч. Кмет е Галя Рачева.

## География и климат
Селото се намира в равнината зад хълма „Касабаир“ на 8 км северно от Ловеч. Наоколо има малко гори и много поляни, пасища, овощни градини и лозя. Виждат се скалите на Деветашкото плато. Наблизо са селата Дойренци, Слатина и Умаревци. В околността поради масовото обработване на земята се срещат все по-рядко диви животни. Зайци, лисици и други дребни полски хищници са най-разпространените представители. В някои от горите може да се забележат и сърни.
Климатът е умерен. Поради равнинния релеф и липсата на гори и други прегради, зимите са много студени и навяванията на големи преспи от студения вятър са нормално явление. Лятото е много горещо и задушно.

## История
Плодородните земи по поречието на Осъм са били предпочитано място за живот още от дълбока древност. При разкопки през 1980 – 1981 г. от екипа на Георги Китов се открива некропола „Горан-Слатина“. На 8 – 15 км северно от Ловеч от двете страни на третокласния асфалтов път Горан-Слатина в 9 могили с височина от 1 до 7 м от ранната бронзова епоха са открити общо 34 гроба от ямната култура. Некропола от тази епоха най-големият и богат сред проучените. Повечето от ямите са били покрити с дървета, някои – облицовани. Използвана е червена, жълта и виолетова охра. Намерен е разнообразен инвентар – два глинени съда, две златни обеци, много сребърни накити, каменна чук-брадва, бронзово длето и др. След обстойното им археологическо изследване могилите са изравнени с обработваемата земя в района. Някои от находките днес може да се видят в постоянната експозиция на Националния исторически музей в София.
Около 10 век павликяните от района на Пловдивско са принудени да преминат Балкана и се заселват по земите около средното и долното течение на река Осъм. Образуват се някои чисто павликянски селища и много павликянски махали към вече съществуващи поселища. По този начин е образувано и селото. До 1951 г. името му е Долно Павликени, след което е преименувано на Горан на нелегалното име на партизанина от селото Иван Кунчев Вълчев (Горан).

## Население
Численост и дял на етническите групи според преброяването на населението през 2011 г.:
|                     | Численост | Дял (в %) |
| Общо                | 391       | 100,00    |
| Българи             | 366       | 93,60     |
| Турци               | 4         | 1,02      |
| Цигани              | 17        | 4,34      |
| Други               | 0         | 0,00      |
| Не се самоопределят | 0         | 0,00      |
| Неотговорили        | 4         | 1,02      |

## Религии
Прадедите на местните жители са изповядвали разновидност на християнството – павликянството. От там идва и старото име на селото Долно Павликени. Но с течение на годините истинските павликяни са се претопили. Църквата в Горан дълги години беше затворена, неподдържана и занемарена. През 2009 г. ѝ беше направен основен ремонт и вече може да бъде посещавана от жителите на селото.

## Говор
Говорът се отнася към групата на галатския говор, който обхваща селата Галата, Градешница, Български извор, Помашка Лешница и Добревци в Тетевенско и Румянцево в Луковитско.

## Развитие
Основното селскостопанско производство е на ечемик, пшеница, слънчоглед и царевица. Частни лица стопанисват овощни градини, бостани и лозя. Добре е развито и пчеларството. На територията на селото има действаща мандра изградена по европейски стандарти, в която се произвежда сирене, кашкавал и кисело мляко. Работи и модерна мелница на края на селото, произвеждаща първокласно брашно.
В селото има действащ читалищен дом „Христо Ботев“ с работеща библиотека. В последните години се забелязва тенденция на оживление на селото. Хора се връщат да живеят в Горан за постоянно, вместо в близкия на 5 км. Ловеч.

## Събития
Сборът на селото е на Петковден 27 октомври. Тогава много горанчани пръснали се по градовете на България си идват в селото да се почерпят и видят с роднините си.

## Личности
- Иван Вълчев Кунчев (Горан), член на РМС, партизанин в Партизански отряд „Христо Кърпачев“, убит край Ловеч (27 октомври 1921 – 18 септември 1943).
- Цачо Колев, участник в антифашистката борба в Ловешко, Плевенско, Софийско и Русенско
- Вълчо Кунчев Вълчев, ятак, политзатворник. Братовчед на Иван Кунчев.
- Вълчо Кучев Петков. Военен инвалид от Балканската война. Носител на няколко ордена за храброст. Баща на партизанина Иван Вълчев Кунчев (Горан).
- Цонка Михайлова Бозарова, ятачка (11 май 1925 – ?)
- Ангел Петков Данчев, загинал във войната срещу Германия (18 юли 1923 – 3 ноември 1944)
- Вълчо Енчев Атанасов, загинал в Деветоюнските събития 1923 г. (10 октомври 1892 – 10 юни 1923).
- Димитър Станев, 34-ти пехотен Троянски полк, – участник в Балканските войни, убит при Русуля Балта (? – 24 юни 1913)
- Кръстю Желязков Илиев, 65-и Пехотен полк, участник в Балканските войни, убит при връх Дебочица, Горноджумайско (? – 14 юли 1913)
- Стоян Тончев Христов, 17-и пехотен Доростолски полк, участник в Балканските войни, убит при Кестенлик, Чаталджанско (? – 4 ноември 1912)
- Иван Диков Пейков, 65-и Пехотен полк, участник в Балканските войни, убит при Царево село, (? – 23 юли 1913),
- Иван Петров Мирков, 53-ти пехотен Осоговски полк, участник в Балканските войни, убит при Одрин (? – 7 ноември 1912)
- Йордан Кунчев Вълчев – участник във Втората световна война, Първа българска армия по време на втората фаза. АБПФК.
- Никола Райнов (1872 - 1925 година) Активен стопански и административен ръководител. През 1920 година взима кредит и построява в селото мелница и керамична фабрика, която по-късно неговите наследници разширяват и механизират, за да достигне през последните години няколко милиона тухли и цигли. Национализирана е през 1947 или 1948 г.[4] Същият е избран за кмет на селото три пъти: През 1906, 1909 и 1911-1913 година.
- Денчо Николов Райнов (1900 - 1941 година) Културен и обществен деятел. Дългогодишен учител по математика и физика и директор на местното училище. Провел редица инициативи за озеленяване и благоустрояване на училищния двор, направа на цветни градини, учредяване на спортно дружество, организиране на трапезария за хранене на бедните ученици. Работи активно за развитие на читалищното и кооперативното дело в селото.
- Веселин Николов Райнов. Активен културен и партиен деятел. Един от инициаторите за учредяване на РМС през 1932 година. Завършва висше икономическо образование и дълги години работи като специалист икономист в Министерството на вътрешните работи.